# Helenów Trębski
Helenów Trębski (prononciation : [xɛˈlɛnuf ˈtrɛmpski]) est un village polonais de la gmina de Szczawin Kościelny dans le powiat de Gostynin de la voïvodie de Mazovie dans le centre-est de la Pologne.
Il se situe à environ 2 kilomètres au nord de Szczawin Kościelny (siège de la gmina), 11 kilomètres à l'est de Gostynin (siège du powiat) et à 94 kilomètres à l'ouest de Varsovie (capitale de la Pologne).

## Climat
Le climat est modéré, caractérisé par des hivers doux et des étés chauds. La température moyenne en janvier est de -1 °C à -5 °C et en juillet de +17 °C à +19 °C. Les précipitations sont de 500 à 800 mm.

## Histoire
De 1975 à 1998, le village appartenait administrativement à la voïvodie de Płock.